# Setaria longiseta
Setaria longiseta är en gräsart som beskrevs av Ambroise Marie François Joseph Palisot de Beauvois. Setaria longiseta ingår i släktet kolvhirser, och familjen gräs. Inga underarter finns listade i Catalogue of Life.